# Scottish Professional Championship 1946 (März)
Die Scottish Professional Championship 1946 war ein professionelles Snookerturnier zur Ermittlung des schottischen Profimeisters, das vom 13. bis zum 15. März 1946 in der BA&CC Match Hall im schottischen Edinburgh ausgetragen wurde. Sieger der ersten bekannten Ausgabe des Turnieres wurde R. C. T. Martin mit einem Sieg über James O’Brien. Wer das höchste Break spielte und wie viel Preisgeld es gab, ist unbekannt.

## Turnierverlauf
Es nahmen vier Spieler am Turnier teil, die im K.-o.-System den Sieger ermittelten. An den ersten beiden Tagen wurden die beiden Halbfinalspiele im Modus Best of 5 Frames ausgetragen, am finalen Tag des Turnieres folgte das Endspiel im Modus Best of 7 Frames.

|  | Halbfinale Best of 5 Frames | Halbfinale Best of 5 Frames |               |                 | Finale Best of 7 Frames | Finale Best of 7 Frames |
|  |                             |                             |               |                 |                         |                         |
|  |                             |                             |               |                 |                         |                         |
|  | James O’Brien               | 3                           |               |                 |                         |                         |
|  | Ben Ellis                   | 2                           |               |                 |                         |                         |
|  |                             |                             | James O’Brien | 2               |                         |                         |
|  |                             |                             |               | R. C. T. Martin | 4                       |                         |
|  | R. C. T. Martin             | 3                           |               |                 |                         |                         |
|  | John O’Brien                | 0                           |               |                 |                         |                         |
|  |                             |                             |               |                 |                         |                         |

### Finale
O’Brien konnte den ersten Frame für sich entscheiden, doch dann gewann Martin die nächsten drei Frames. Zwar verkürzte sein Gegner noch auf 2:3, doch am Ende siegte Martin mit 2:4 und wurde so schottischer Profimeister.
| Finale: Best of 7 Frames BA&CC Match Hall, Edinburgh, Schottland, 15. März 1946 |                |                 |
| James O’Brien                                                                   | 2:4            | R. C. T. Martin |
| 68:37, 13:56, 36:75, 64:70, 58:45, 43:50                                        |                |                 |
| –                                                                               | Höchstes Break | –               |
| –                                                                               | Century-Breaks | –               |
| –                                                                               | 50+-Breaks     | –               |